# 베가르 울방
베가르 울방(노르웨이어: Vegard Ulvang, 1963년 10월 10일~)은 노르웨이의 은퇴한 크로스컨트리 스키 선수이다. 올림픽에서 금메달 3개, 은메달 2개, 동메달 1개를 획득하였으며, 1989–90년 월드컵에서 종합 우승을 차지했다.